# Siersdorf (Aldenhoven)
Siersdorf ist ein Ortsteil der Gemeinde Aldenhoven im nördlichen Kreis Düren im Land Nordrhein-Westfalen.
Er liegt im Nordwesten des Gemeindegebiets in unmittelbarer Nachbarschaft zu Baesweiler und Hoengen. Vor 1972 war es eine eigenständige Gemeinde im Kreis Jülich.
Mit fast 2900 Einwohnern ist Siersdorf der zweitgrößte Ortsteil Aldenhovens. Die Telefonvorwahl ist 02464. Die Postleitzahl von 1961 an war 5174 Siersdorf (Kr Jülich), von 1972 an 5173 Aldenhoven 2 und seit 1993 52457 Aldenhoven.

## Geschichte

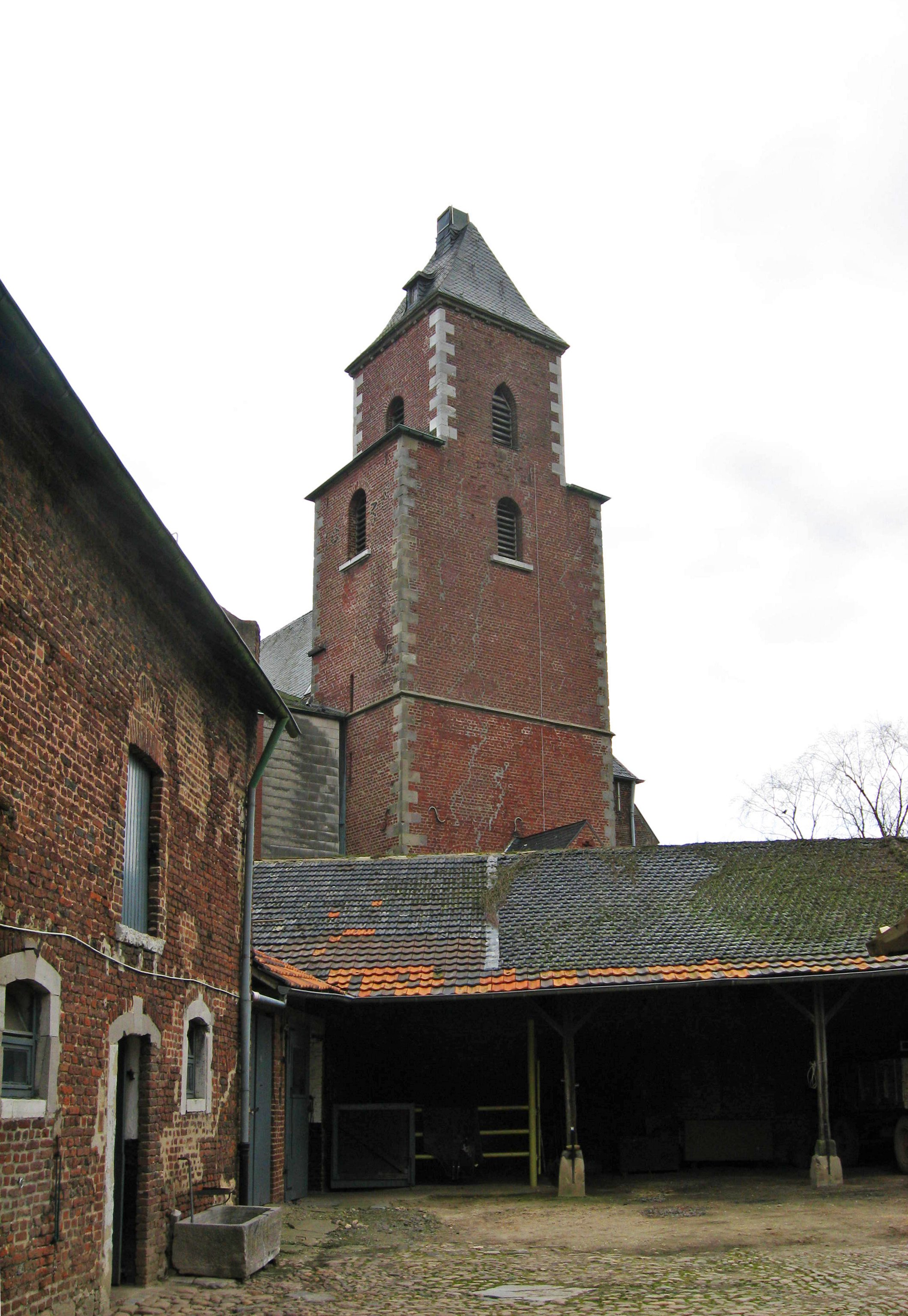
Blick auf die katholische Pfarrkirche St. Johannes der Täufer von der Kommende aus

Nördlich des Ortes wurden ein fränkisches Gräberfeld aus dem 7. Jahrhundert und ein kleineres Gräberfeld aus der Jungsteinzeit gefunden. Die römische Heerstraße von Köln über Maastricht nach Boulogne-sur-Mer (Via Belgica) verlief etwa 1 km nordwestlich des Ortes.
Urkundlich wird Siersdorf 1153 als „Sigentorp“ erstmals erwähnt.
Im 18. und 19. Jahrhundert hatte das Dorf zwischen 700 und 1100 Einwohner. Dies änderte sich bis 1938 nur unwesentlich. Dann begannen die Bauarbeiten auf dem Grubengelände und der Ort wuchs allmählich. Mit dem Beginn des Steinkohlebergbaus auf der Grube Emil Mayrisch des Eschweiler Bergwerks-Vereins (EBV) im Wurmrevier vergrößerte sich der Ort dann rapide durch die hier angesiedelten Bergleute. Die größte Einwohnerzahl wurde zu Beginn der 1960er Jahre mit bis zu 3200 verzeichnet. Die Grube förderte von 1952 bis 1992 Kohle.
Die katholische Pfarrkirche St. Johannes der Täufer wurde um 1520 errichtet. Sie war gleichzeitig Pfarrkirche des Ortes und Kirche sowie Grablege der in der Kommende wohnenden Ordensritter. Diese sorgten für eine aufwändige Ausstattung. Bis heute erhalten sind ein spätgotisches Antwerpener Retabel, ein hölzerner Lettnerbogen, ein Chorgestühl und mehrere spätgotische Schnitzfiguren. 1960 wurde die Kirche mit einem rechtwinklig angrenzenden Anbau versehen, um die größer gewordene Gemeinde aufnehmen zu können.
Die evangelische Erlöserkirche wurde 1962 eingeweiht und am 30. Juni 2019 wieder entwidmet. Die Kirchengemeinde wurde mit der Kirchengemeinde Baesweiler fusioniert.
Am 1. Januar 1972 wurde die Gemeinde Siersdorf nach Aldenhoven eingemeindet.

### Adelsgeschlecht Franken-Siersdorf
Der am 15. August 1618 in Siersdorf verstorbene Hufschmied Franziskus Franken war Vater von fünf Söhnen. Die zwei Söhne Heinrich, 1579 oder 1580 in Siersdorf geboren, und Theodor, geboren 1594, machten in Köln Karriere: Heinrich wurde Rektor der Kölner Universität, Theodor war Professor an derselben und später Syndikus der Stadt Köln. Ein dritter Sohn, Edmund, wurde Priester und Gymnasiallehrer in Köln.
Da der Familienname Franken recht häufig war, nannten sie sich Franken-Siersdorf.
Theodor hatte mehrere Söhne, von denen einer, Andreas (1636–1707) kurfürstlicher Hofrat wurde und die Verleihung des Adelstitels erreichte. Zwei seiner zwölf Kinder wurden Bischöfe: Franz Kaspar von Franken-Siersdorf Weihbischof von Köln, Peter Joseph von Franken-Siersdorf Bischof von Antwerpen.
Andere Söhne blieben im weltlichen Adel und bildeten später unter der Schreibweise Francken-Sierstorpff mehrere Linien des Adelsgeschlechts im Rheinland, Hildesheim und Schlesien. Diese Linien existieren zum Teil noch heute.

### Kommende Siersdorf
In Siersdorf befindet sich die Ruine des um 1578 im Renaissancestil errichteten Haupthauses der ehemaligen Kommende des Deutschen Ordens. Das erste Kommendengebäude wurde von 1264 bis 1267 erbaut, jedoch in der Fehde von Jülich und Kleve gegen Geldern, dem Dritten Geldrischen Erbfolgekrieg, zerstört. Die Kommende Siersdorf war der Deutschordensballei Alden Biesen zugeordnet. Der Deutsche Orden besaß die Kommende bis zur französischen Säkularisation 1794. Pfarrkirche des Ortes und Kirche und Grablege der in der Kommende wohnenden Ordensritter war die benachbarte katholische Pfarrkirche St. Johannes der Täufer, zu der es einen unterirdischen Verbindungsgang gab.
Im Zweiten Weltkrieg wurden die Gebäude beschädigt und verfielen später. 2001 gründete sich ein Förderverein, um die Kommende wiederaufzubauen. Allerdings hat sich bis heute (2012) am ruinösen Zustand des Gebäudes nichts geändert.

### Wappen
| Wappen der früheren Gemeinde Siersdorf | Blasonierung: „In Gold (Gelb) und Schwarz geteilt; oben ein linksgerichteter schwarzer wachsender rotbewehrter doppelgeschwänzter Löwe, unten ein silberner (weißer) Lorbeerkranz.“                                                          |
| Wappen der früheren Gemeinde Siersdorf | Wappenbegründung: Das Wappen wurde 1958 vom nordrhein-westfälischen Innenminister verliehen. Der Löwe steht für die frühere Zugehörigkeit zum Herzogtum Jülich und der Lorbeerkranz für die Deutsche Ordenskommende aus dem 13. Jahrhundert. |

## Verkehr
Siersdorf liegt an der Kreuzung der beiden Landesstraßen 50 und 109. Die nächsten Bundesstraßen sind die, mittlerweile zur Landesstraße herabgestufte, B 1, die B 56 und die B 57. Die nächsten Autobahnanschlussstellen sind Aldenhoven und Alsdorf auf die A 44.

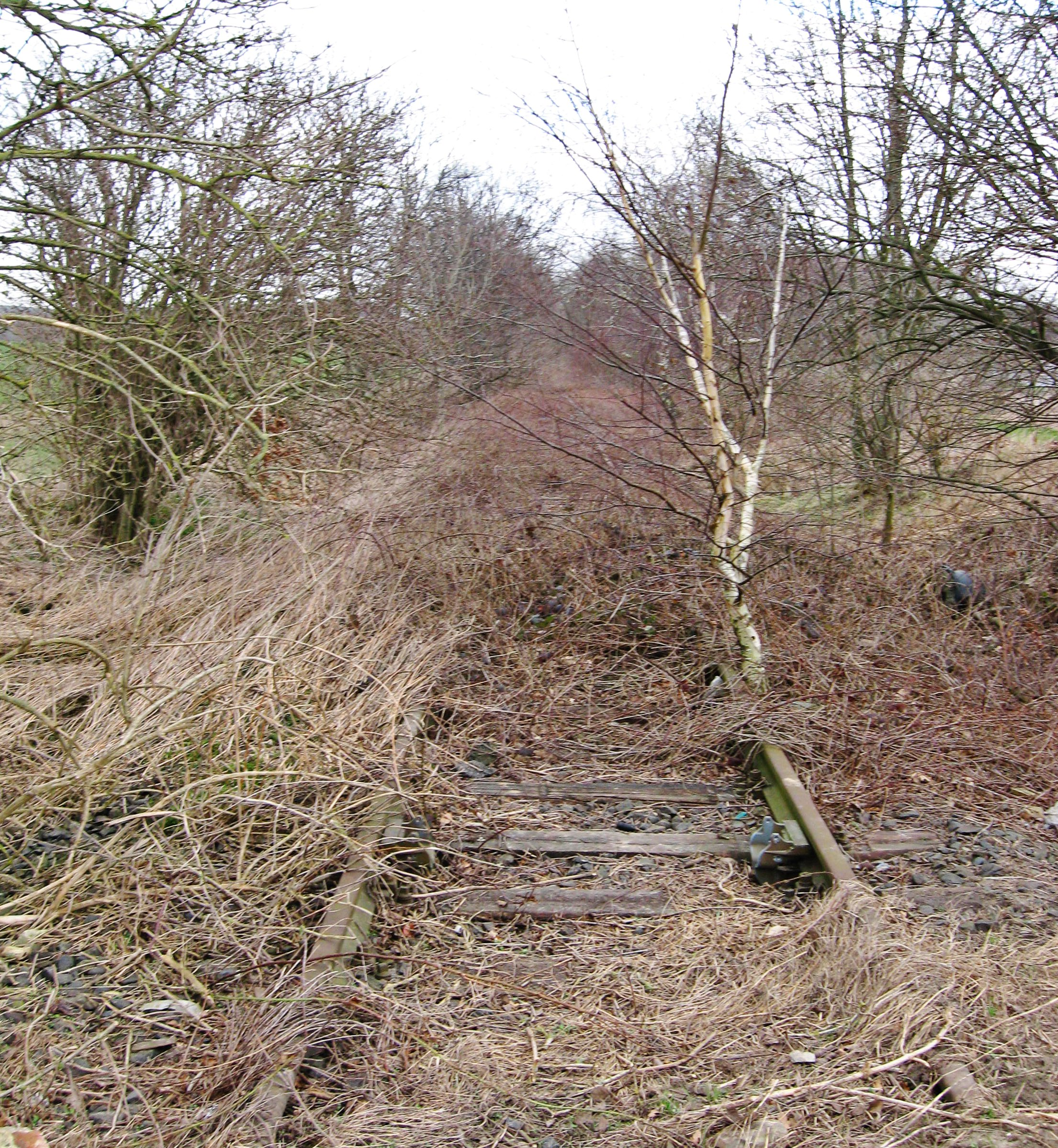
Zugewachsene Eisenbahnstrecke vor der Kommende

Zur Erschließung der Grube Emil Mayrisch erbaute der Eschweiler Bergwerks-Verein von 1937 bis 1941 eine Grubenanschlussbahn vom Bahnhof Mariagrube aus, welcher zu Hoengen-Mariadorf gehörte. 1953 übernahm die Deutsche Bundesbahn die Bahnstrecke Mariagrube – Grube Emil Mayrisch und richtete einen öffentlichen Personenverkehr ein, teilweise mit durchgehenden Zügen bis Herzogenrath und bis Aachen Nord. Siersdorf erhielt nordwestlich vom Ort einen eigenen Haltepunkt für Personenzüge, außerdem gab es im Zechengelände einen großen Güterbahnhof und 300 m vom Zechen-Haupteingang entfernt einen kleinen Personenbahnhof namens Grube Emil Mayrisch, was in Streckenkarten wegen Platzmangels oft zu der wenig aussagekräftigen Buchstabenfolge G. E. M. abgekürzt wurde. 1982 wurde der Personenverkehr eingestellt. Bis kurz vor die Einfahrt zum Grubengelände existiert die Strecke noch, wird aber seit der Stilllegung des Kraftwerks 1996 nicht mehr befahren.
Eine früher angedachte Weiterführung der Bahnstrecke nach Aldenhoven, wo sie wieder auf die Strecke Aachen Nord – Würselen – Mariadorf – Jülich treffen sollte, wurde nie umgesetzt. Auch ein Anschluss an die Jülicher Kreisbahn (JKB) nach Puffendorf wurde nicht verwirklicht. Aktuell (Stand 2021) gibt es jedoch Planungen, die Strecke ins 27.000 Einwohner zählende Baesweiler zu verlängern, welches dadurch eine regelmäßige und durchgehende Bahn-Anbindung nach Aachen erhalten würde.
Siersdorf gehört zum Aachener Verkehrsverbund. Die beiden Buslinien 71 und 90 der ASEAG verbinden den Ort mit Schleiden, Aldenhoven, Bettendorf, Alsdorf, Setterich und Baesweiler. Von Montag bis Samstag ab 20 Uhr und an Sonn- und Feiertagen ganztägig wird der Ort von der Linie 220 (Rurtalbus) bedient, allerdings fährt diese nur von/bis Mariadorf Dreieck. Zusätzlich verkehrt zu bestimmten Zeiten ein Anruf-Sammel-Taxi der Rurtalbus. An Schultagen verkehren zudem die Schulbuslinien 274 und 275.
| Linie | Betreiber | Verlauf |
| ----- | --------- | --- |
| 71    | ASEAG     | Geilenkirchen Bf – Waurichen – Beggendorf – Baesweiler – Setterich – Siersdorf – Schleiden – Aldenhoven |
| 90    | ASEAG     | Alsdorf-Annapark – Schaufenberg – Bettendorf – Siersdorf – Dürboslar – Aldenhoven |
| 220   | Rurtalbus | Aachen Bushof – Ludwig Forum – Talbot – Mariadorf – Hoengen – (Bettendorf – Siersdorf –) Schleiden – Aldenhoven – Neubourheim – Jülich Walramplatz – Neues Rathaus – Bahnhof/ZOB – (Krankenhaus – Solar Campus –) (Forschungszentrum Bf RTB ←) Forschungszentrum Jülich |
| 274   | Rurtalbus | (Verstärkerfahrten) Barmen Haus Overbach – Aldenhoven / Jülich / Linnich / Titz |
| 275   | Rurtalbus | (Verstärkerfahrten) Schulen Aldenhoven |
| AST   | Rurtalbus | AnrufSammelTaxi: Mo–Fr abends, Sa nachmittags/abends, So Jülich Bf/ZOB – Jülich Innenstadt – Kirchberg – Bourheim – Engelsdorf – Aldenhoven – Niedermerz – Schleiden – Siersdorf – Dürboslar – Freialdenhoven                                                           |

## Bildung und Infrastruktur
- Johannesschule Siersdorf, eine offene Ganztagsgrundschule seit 1. August 2004
- Kindergarten, seit dem 1. Januar 2007 in Trägerschaft des Fördervereins der Grundschule
- zwei Sportplätze am östlichen Ortsrand
- Ehemaliges Lehrschwimmbecken mit Sauna, seit 1980 in Trägerschaft eines Fördervereins. Dadurch konnte die geplante Schließung abgewendet werden. Nach der Schließung aller anderen öffentlichen Schwimmbäder ist es das einzige Schwimmbad der Gemeinde Aldenhoven. Neben diversen Schulen nutzen sowohl die DLRG als auch diverse Tauchsportvereine die Kleinschwimmhalle Siersdorf als Trainingsmöglichkeit
- Jugendzentrum in kommunaler Trägerschaft

Die weiterführenden Schulen werden meist in Aldenhoven (Hauptschule, Realschule), Baesweiler (Realschule, Gymnasium) und Alsdorf (Gesamtschule) besucht.

## Wirtschaft
In Siersdorf befindet sich das Aldenhoven Testing Center, eine Automobilteststrecke sowie in direkter Nachbarschaft das FTL Germany, der Nachbau einer Autobahn, die für Filmaufnahmen genutzt wird.

## Sonstiges
1953 kam Antonio D’Orsaneo aus Italien nach Siersdorf. Er war damit der erste Gastarbeiter, der in die Bundesrepublik Deutschland kam. D’Orsaneo war vorher bereits drei Jahre in Frankreich tätig. 1958 kamen seine Frau und zwei Kinder nach. Er starb im Jahre 2008.